# Adalbertkirche (Königsberg)

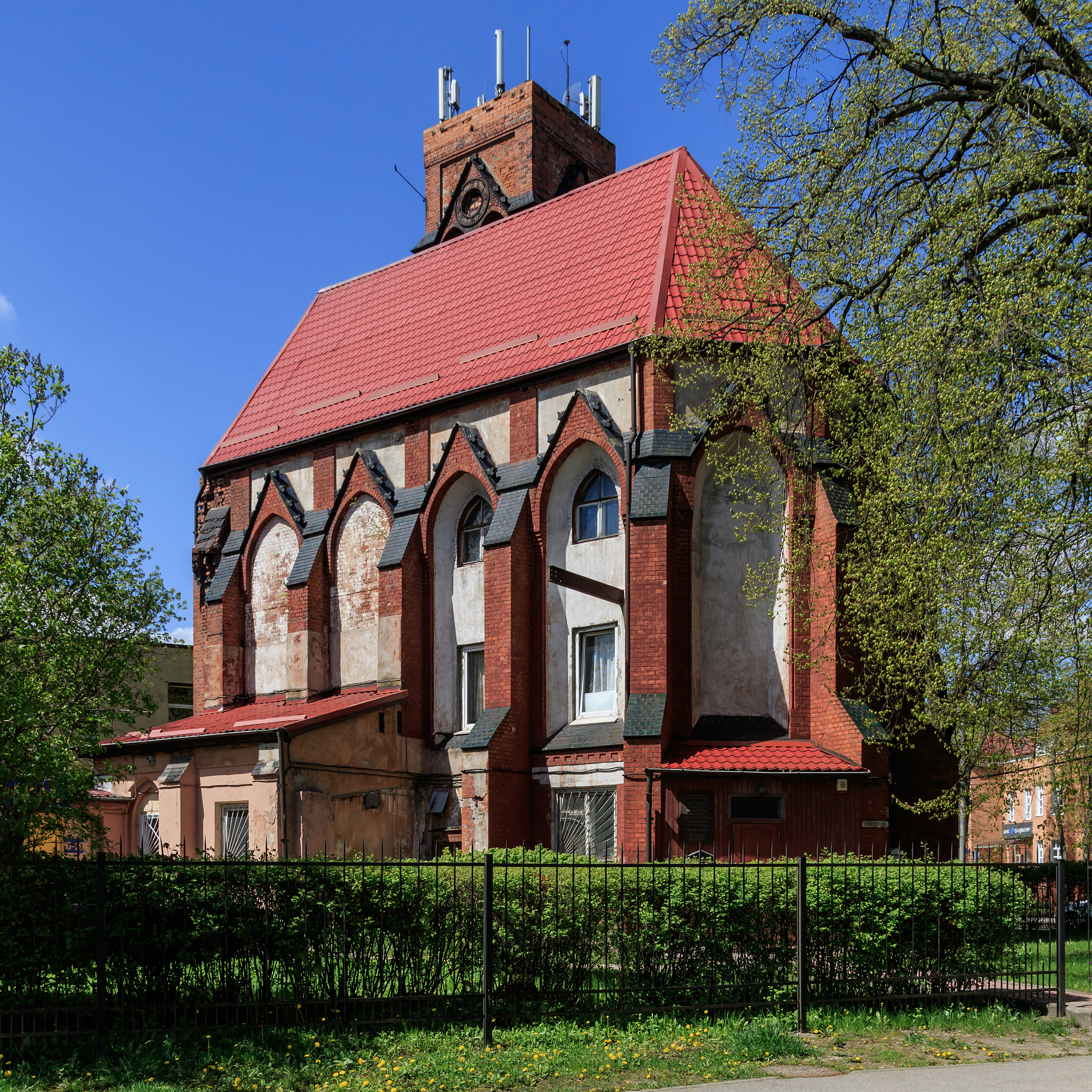
Adalbertkapelle 2017 vor der Sanierung

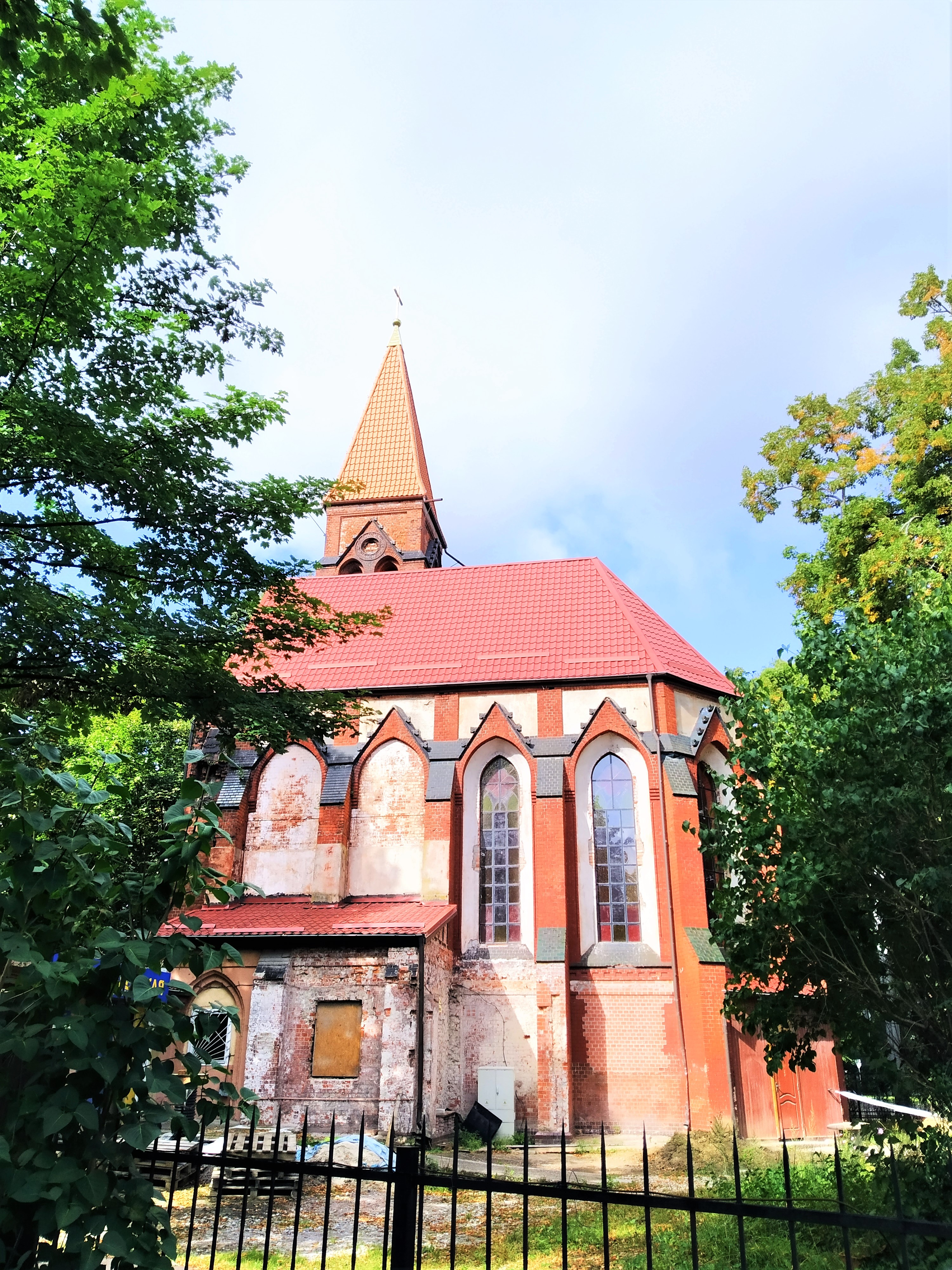
Kirche 2020

Die Adalbertkirche ist eine ehemalige römisch-katholische Kirche in Kaliningrad.

## Geschichte
Die Adalbertkapelle im Königsberger Stadtteil Amalienau wurde 1904 nach Plänen des Architekten Friedrich Heitmann als Backsteinbau mit Westturm im neugotischem Stil errichtet. 1932 wurde sie durch einen Erweiterungsbau zur Kirche St. Adalbert ausgebaut.
Das Patrozinium erinnert an den hl. Adalbert von Prag, Glaubensbote bei den Prußen und Märtyrer am Frischen Haff.
1938/39 schuf der damals in Dresden tätige Bildhauer Otto Zirnbauer für die Adalbertkirche eine 2,20 Meter hohe Schutzmantelmadonna aus Lindenholz sowie für die Kanzel ein Evangelisten-Symbol aus Solnhofer Schiefer (1,40 × 1 m). Die Werke wurden – soweit bekannt – im oder nach dem Krieg zerstört.
Im Zweiten Weltkrieg wurde die Kirche leicht beschädigt. Danach wurde der Erweiterungsbau abgerissen und in dem verbliebenen Altbau der Kapelle eine Fabrikationsanlage eingerichtet. 1975 wurde das Innere in drei Geschosse aufgeteilt und bis 2018 als Ionosphäre-Forschungsanstalt genutzt.
Nach dem Auszug der Forschungsanstalt wird das unter Denkmalschutz stehende Gebäude seit 2020 für eine neue sakrale Nutzung durch die Russisch-Orthodoxe Kirche hergerichtet. Dabei wurden unter Beseitigung der Geschosseinteilung der ursprüngliche Kirchenraum wiederhergestellt und die ursprüngliche Turmbedachung rekonstruiert.

## Bilder

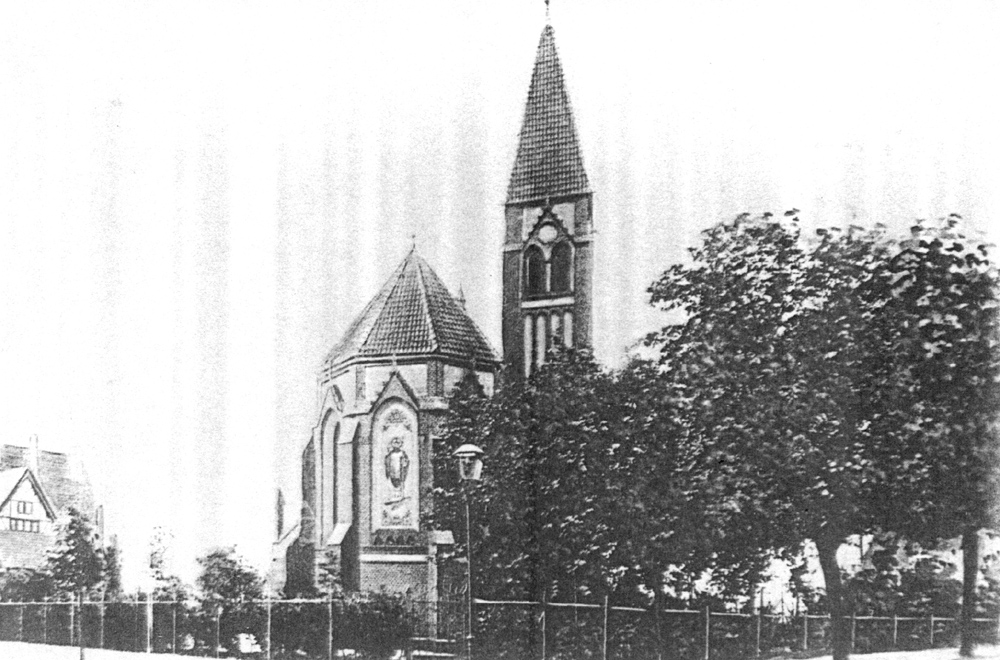
Adalbertkapelle 1904
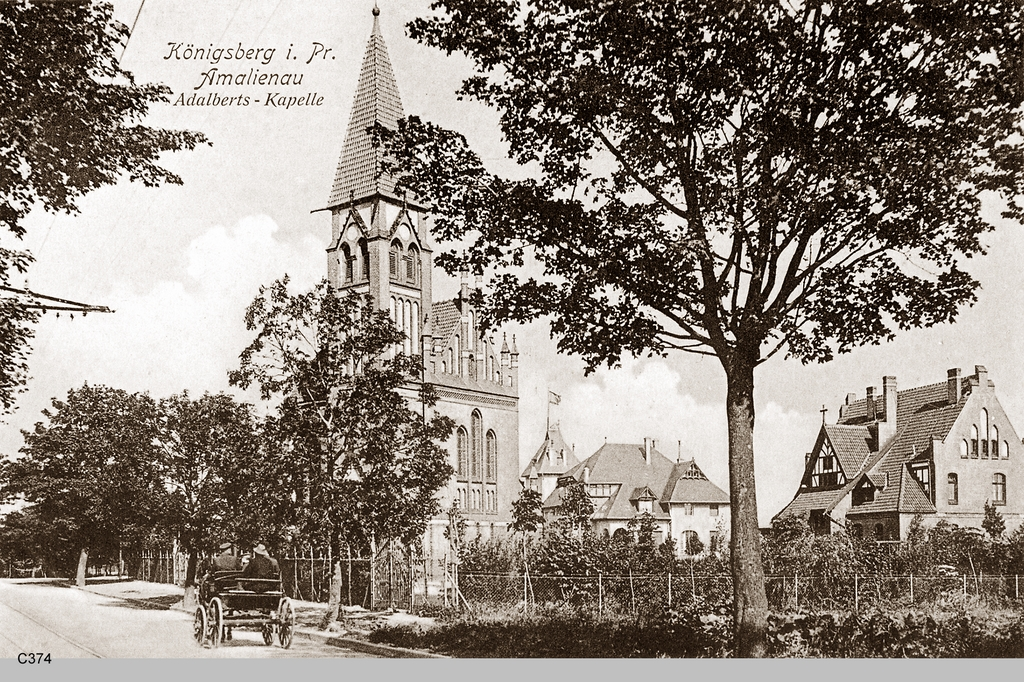
Adalbertkapelle vor 1932
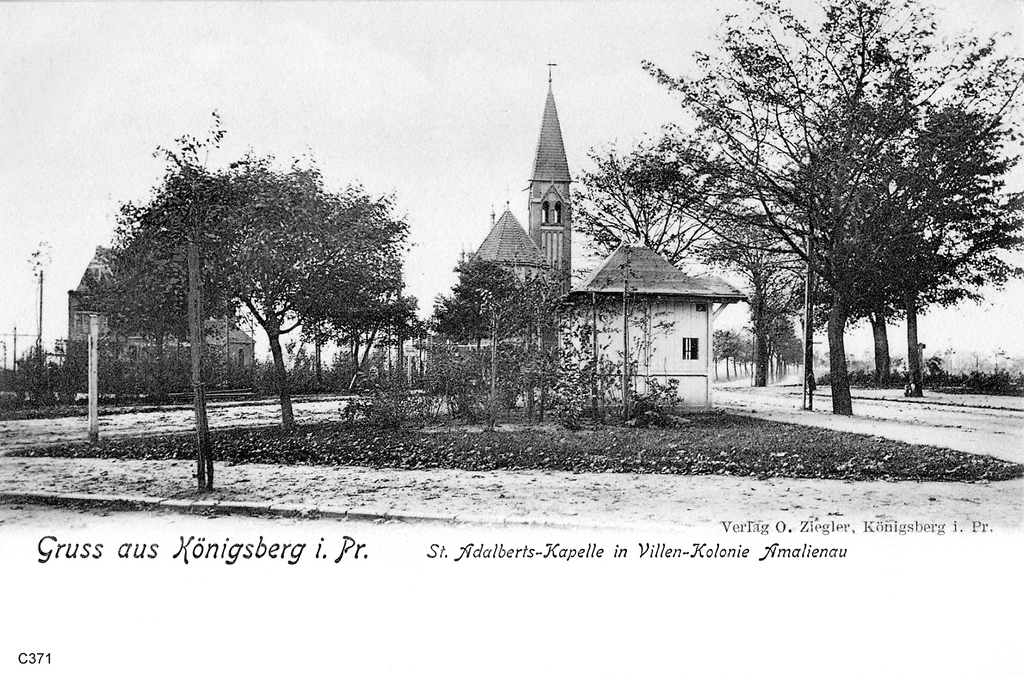
Adalbertkapelle vor 1932
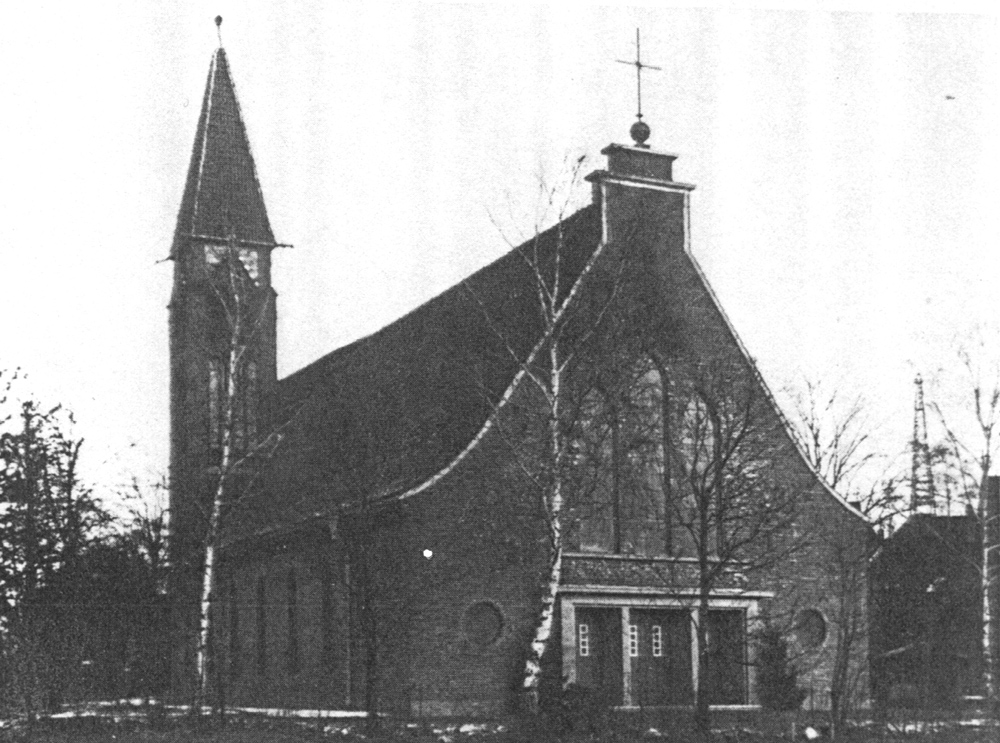
Adalbertkirche nach 1932 (Erweiterungsbau)
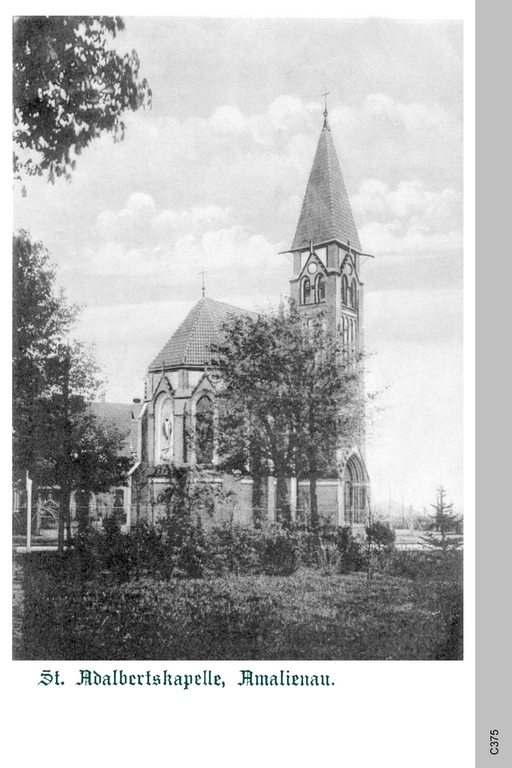
Adalbertkapelle vor 1932
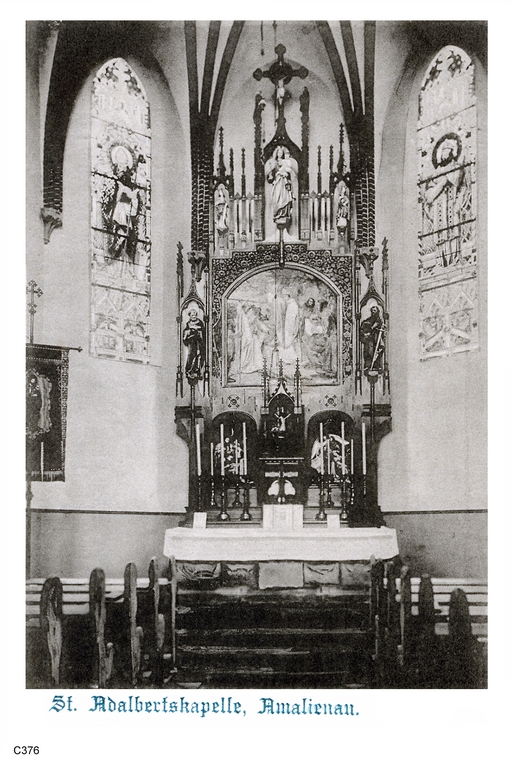
Innenraum der Adalbertkapelle, Blick auf den Altar (um 1908)
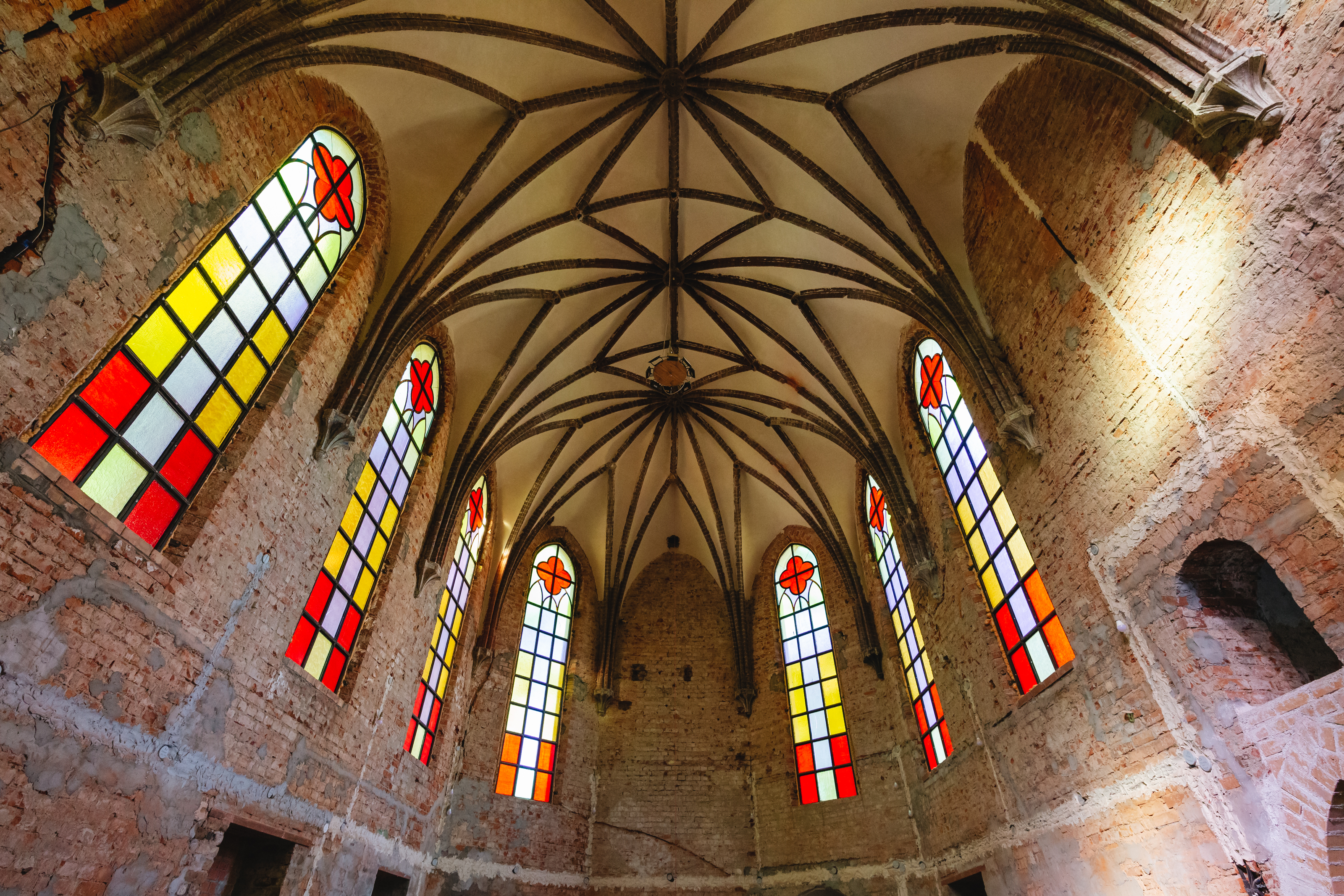
Innenraum im Jahr 2024